# 姚懿
姚懿（？—416年），五胡十六国后秦的君主姚兴的儿子，姚泓胞弟。
402年，后秦王姚兴册立昭仪张氏为皇后，册封儿子姚懿为太原公。409年，后秦河州刺史乞伏炽磐拜见太原公姚懿，彭奚念袭击他后方。乞伏炽磐没有与姚懿告别，回击彭奚念，攻克枹罕。乞伏乾归逃回苑川，西秦复国。414年，姚兴病重，爱子姚弼要在长安夺权，其弟姚裕遣使告知在外地镇守藩地的哥哥。姚懿在蒲阪动员部队，要到长安去讨伐姚弼。姚兴在儿子和群臣的压力下，免去了姚弼的尚书令职务。姚懿等人也就停止军事行动。姚懿等外藩兄弟回京面见父亲，请求处理姚弼，姚兴默然不语。
416年六月，并州几万帐落胡人背叛后秦，到平阳推举匈奴人曹弘为大单于，在匈奴堡攻伐后秦立义将军姚成都。征东将军姚懿从蒲坂率兵讨伐，擒获曹弘，将他押送到长安，并把这些胡人中一万五千落帐的豪族迁往雍州。十月，后秦皇帝姚泓派并州牧姚懿南屯陕津，作为声援援救被东晋刘裕围攻洛阳的军队。十月廿二日，洛阳投降。
十二月，姚懿的司马孙畅劝说他，让他袭击长安，杀死东平公姚绍，废皇帝姚泓取而代之。姚懿同意，把粮食发放给河北的夷族与汉族，来树立恩德。左常侍张敞、侍郎左雅劝阻他说：“殿下以母弟居方面，安危休戚，与国同之。今吴寇内侵，四州倾没，西虏扰边，秦、凉覆败，朝廷之危，有如累卵。谷者，国之本也，而殿下无故散之，虚损国储，将若之何？”姚懿大怒，鞭打死他们。
姚泓知道后，与东平公姚绍密议。姚绍说：“姚懿性鄙见识浅薄，这主意一定是孙畅出的。派信使飞马征召孙畅，让抚军将军姚赞据守陕城，臣到潼关节度诸军。如果孙畅受诏来京，我便派遣姚懿统领河东军抵抗晋军；如果他不受诏命，便可公布他的罪状，来讨伐他。”姚泓说：“叔祖父之言，社稷之计也。”于是派军驻扎在陕津、潼关。
在后秦灭亡前夕姚懿自称皇帝，反对哥哥姚泓，传檄州郡，想把匈奴堡的谷粮运来供应自己。宁东将军姚成都拒绝，姚懿以谦卑之语引诱他，把佩刀给他做盟誓之证，姚成都不从。姚懿派遣骁骑将军王国带领甲士数百攻击姚成都，姚成都击败抓获他们，遣使责备姚懿：“明公以皇帝至亲担当重任，国家危急不能解救，反倒图谋非分之想。三位祖先（姚弋仲、姚苌、姚兴）的在天神灵，怎么肯保佑明公呢？姚成都我将纠合义兵，前往黄河之上与您相见。”传檄诸城，明确说明顺逆之理，征兵调粮讨伐姚懿。姚懿发动数城的守军，但是都没有响应，响应的只有临晋的几千户。姚成都带兵渡河，打败临晋的叛军。蒲阪士兵、安定郡人郭纯等人起兵包围姚懿。东平公姚绍进入蒲阪，抓获姚懿，杀死孙畅等人。